# 2007 en basket-ball
Chronologie du basket-ball
2006 en basket-ball - 2007 en basket-ball - 2008 en basket-ball
Les faits marquants de l'année 2007 en basket-ball.

## Janvier
- 7 janvier : après le retrait de la franchise du Sting de Charlotte, une draft de dispersion a lieu : le Sky de Chicago qui a le premier choix, choisissent Monique Currie.

## Février
- 10 février : coupe du Roi; victoire du FC Barcelone sur le Real Madrid par 69 à 53.
- 10 février : semaine des As : victoire de Roanne sur Le Mans par 87 à 82.
- 10 février : coupe d'Italie : victoire de Benetton Trévise sur VidiVici Bologne par 67 à 65.
- 18 février : à Las Vegas, l'Ouest l'emporte face à l'Est 153-132 lors du NBA All-Star Game. Kobe Bryant est élu MVP de la rencontre.

## Mars
- 8 mars : Victoire de l'équipe du Reste du monde face à l'Europe lors du All-Star Game de l'Euroligue féminine à Valence. le score est de 93 à 80. L'américaine Cappie Pondexter, du club de Fenerbahçe SK, est élue MVP de ce All-Star Game.
- 29 mars : Les Russes du CSK VVS Samara remportent l’EuroCup Challenge aux dépens des Chypriotes de Keravnós Strovólou. Il s'agit du premier titre européen décerné de l'année.
- mars : Kobe Bryant devient le deuxième joueur de l'histoire à avoir marqué 50 points ou plus sur 4 matchs consécutifs. Pour le premier match de cette série, le 16 mars, il réalise, avec 65 points contre les Trail Blazers de Portland, le score le plus élevé de la saison.

## Avril
- 1er avril : le Spartak Moscou bat en finale de Euroligue féminine de basket-ball 2006-2007 le club espagnol de CB Godella-Valence par 76 à 62. Pour la troisième place, CSKA Samara bat Bourges par 68 à 59.

- 10 avril : le  Real Madrid remporte la Coupe ULEB aux dépens du club de Lituanie Lietuvos Rytas par 87 à 75 à Charleroi

- 11 avril :  le club russe du Dynamo Moscou remporte l'Eurocoupe féminine face aux italiennes de CA Faenza en gagnant par 76 à 56 (aller : 74-61).

- 15 avril : le club espagnol Akasvayu Girona remporte l'Eurocoupe aux dépens de l'Azovmach Marioupol (Ukraine). La Virtus Bologne (Italie) complète le podium en battant l'Estudiantes Madrid (Espagne).

- 29 avril : Playoffs NBA, les Chicago Bulls éliminent le Heat de Miami. Pour la première fois de l'histoire de la NBA le champion en titre est sorti au premier tour des playoffs.

## Mai
- 6 mai : le KAE Panathinaïkós AO remporte l’Euroligue pour la quatrième fois de son histoire.

## Juin
- 2 juin : la Chorale Roanne Basket, remporte le Championnat de France de basket-ball, en battant le Stade Lorrain Université Club Nancy Basket par le score de 81 à 74.

- 14 juin : les Spurs de San Antonio deviennent champions NBA 2007 après une quatrième victoire contre les Cavaliers de Cleveland en finales NBA.

## Récapitulatifs des principaux vainqueurs de compétitions 2006-2007

### Masculins
| Europe - Ligue adriatique : KK Partizan Belgrade - Allemagne : Brose Baskets - Autriche : Gmunden - Ligue baltique : Lietuvos rytas Vilnius - British BL : Newcastle Eagles - Belgique : Telindus BC Ostende - Bulgarie : Lukoil Academic - Bosnie-Herzégovine : HKK Široki - Chypre : AEL Limassol - Croatie : Cibona Zagreb - Espagne : Real Madrid - Danemark : Bakken Bears - Estonie : Tartu Rock - Eurocoupe : Akasvayu Girona - EuroCup Challenge : CSK Samara - Euroligue : Panathinaïkos Athènes - Finlande : Honka Espoo Playboys - France : Chorale Roanne Basket - Grèce : Panathinaïkos Athènes - Irlande : Killester Dublin - Islande : KR Reykjavík - Israël : Maccabi Tel-Aviv - Italie : Montepashi Sienne - Lituanie : Žalgiris Kaunas - Lettonie : ASK Rīga - Monténégro : KK Budućnost Podgorica - Norvège : Ulriken Eagles - Pays-Bas : Eiffel Towers Den Bosch - Pologne : Prokom Trefl Sopot - Portugal : Ovarense Aerosoles - Russie : CSKA Moscou - République tchèque : BK Nymburk - Roumanie : CSU Asesoft Ploieşti - Serbie : KK Partizan Belgrade - Slovaquie : Slávia TU Košice - Slovénie : Helios Domžale - Suède : Plannja Basket - Suisse : Fribourg Olympic - Turquie : Fenerbahçe Ülkerspor - Ukraine : Azovmach Marioupol - ULEB Cup : Real Madrid | Amériques - ABA : Frost Heaves du Vermont - Argentine : CA Boca Juniors - Brésil : Universo Brasilia - Canada (interuniversitaire) : Université Carleton - CBA : Sun Kings de Yakama - Liga Sudamericana : Libertad Sunchales - NBA : Spurs de San Antonio - NBDL : Wizards du Dakota - NCAA : Gators de la Floride - Porto Rico : - - Uruguay : - - Venezuela (LPB) : Guaiqueríes de Margarita - Venezuela (LNB) : - | Afrique, Asie, Océanie - Australie : Brisbane Bullets - Chine : Bayi Army Rockets - Coupe d'Afrique : Primeiro de Agosto - Liban : Al Riyadi - Maroc : - - Tunisie : Étoile sportive du Sahel - Nouvelle-Zélande : Nelson Giants - Japon : Ōsaka Evessa - Corée du Sud : Mobis Phoebus |

### Féminines
| Europe - Ligue adriatique : CSKA-AD Sofia - Allemagne : TSV 1880 Wasserburg - Angleterre : Sheffield Hatters - Autriche : Flying Foxes Vienne - Ligue baltique : TEO Vilnius - Belgique : Dexia Namur - Bosnie-Herzégovine : KK Željezničar Sarajevo - Bulgarie : CSKA-AD Sofia - Chypre : AEL Limassol - Croatie : ŽKK Šibenik Jolly JBS - Danemark : Hørsholm Basketball Klub - Espagne : RC Valence - Estonie : Audentes Tallinn - Eurocoupe : ŽBK Dynamo Moscou - Euroligue : Spartak région de Moscou - Finlande : Kotka Peli-Karhut - France : Valenciennes - Grèce : Paniónios BC - Hongrie : MKB Euroleasing Sopron - Irlande : Carna Transport Mercy - Islande : Haukar Hafnarfjörður - Italie : Phard Napoli - Israël : Elizur Ramla - Lettonie : TTT Rīga - Lituanie : TEO Vilnius - Norvège : Gimle BBK - Pays-Bas : ProBuild Lions - Pologne : Wisła Can-Pack - Portugal : ESSA Barreiro - République tchèque : BK Brno - Russie : Spartak région de Moscou - Slovénie : Hit Kranjska Gora - Slovaquie : K Cero I.C.P. Košice - Suède : 08 Stockholm - Suisse : Université BC Neuchâtel - Turquie : Fenerbahçe İstanbul | Amériques - Argentine : - - Brésil : Ourinhos - Canada : - - NCAA : Tennessee Lady Vols - WNBA : Phoenix Mercury | Afrique, Asie, Océanie - Australie : Canberra Capitals - WKBL-été : - WKBL-hiver : |

## Décès
- 2 février : Charlie Auffray, entraîneur français (51 ans).
- 22 février : Dennis Johnson, joueur américain, triple champion NBA (52 ans).
- 8 mai : Jovan Manovic, joueur croate assassiné au Kosovo (30 ans).
- 10 juin : Barbara Gatialova, joueuse slovaque, accident de voiture (21 ans).
- 24 juin : Vladimir Fedyaev et Emil Cohen, président et general manager du CSKA-AD Sofia, accident de voiture.
- 2 juillet : Jimmy Walker, joueur All-Star américain (63 ans).